# Natation au Festival olympique de la jeunesse européenne 2017
Les épreuves de natation du Festival olympique de la jeunesse européenne 2017 se sont déroulées à Győr en Hongrie du 25 au 29 juillet 2017.

## Résultats

### Messieurs
| Édition | Or | Or             | Argent | Argent         | Bronze | Bronze         |
| --- | --- | -------------- | --- | -------------- | --- | -------------- |
| 50 m nage libre | Federico Burdisso Italie                                                                                                  | 22 s 79        | Louis Godefroid France                                                                                          | 23 s 57        | Arsenii Chivilev Russie                                                                                              | 23 s 59        |
| 100 m nage libre | Andrei Minakov Russie | 50 s 23        | Robin Hanson Suède                                                                                              | 50 s 71        | Thomas Ceccon Italie                                                                                                 | 50 s 85        |
| 200 m nage libre | Robin Hanson Suède | 1 min 49 s 34  | Maksim Aleksandrov Russie                                                                                       | 1 min 49 s 76  | Antonio Djakovic Suisse                                                                                              | 1 min 50 s 05  |
| 400 m nage libre | Hugo Sagnes France | 3 min 51 s 98  | Maksim Aleksandrov Russie                                                                                       | 3 min 52 s 73  | Antonio Djakovic Suisse                                                                                              | 3 min 53 s 70  |
| 1 500 m nage libre | Michele Sassi Italie | 15 min 41 s 06 | Sven Schwarz Allemagne                                                                                          | 15 min 41 s 94 | Szilárd Galyassy Hongrie                                                                                             | 15 min 42 s 04 |
| | |                | |                | |                |
| 100 m dos | Egor Dolomanov Russie | 56 s 18        | Gabor Zombori Hongrie                                                                                           | 56 s 38        | Jan Cejka Tchéquie                                                                                                   | 56 s 65        |
| 200 m dos | Gábor Zombori Hongrie | 2 min 02 s 17  | Egor Dolomanov Russie                                                                                           | 2 min 02 s 51  | Mewen Tomac France                                                                                                   | 2 min 03s 10   |
| | |                | |                | |                |
| 100 m brasse | Vladislav Gerasimenko Russie                                                                                              | 1 min 02 s 20  | Caspar Corbeau Pays-Bas                                                                                         | 1 min 03 s 42  | Demirkan Demir Turquie                                                                                               | 1 min 03 s 62  |
| 200 m brasse | Caspar Corbeau Pays-Bas                                                                                                   | 2 min 17 s 43  | Demirkan Demir Turquie                                                                                          | 2 min 17 s 44  | Savvas Thomoglou Grèce                                                                                               | 2 min 17 s 49  |
| | |                | |                | |                |
| 100 m papillon | Andreï Minakov Russie | 52 s 06        | Noè Ponti Suisse                                                                                                | 52 s 89        | Federico Burdisso Italie                                                                                             | 53 s 85        |
| 200 m papillon | Federico Burdisso Italie                                                                                                  | 1 min 58 s 65  | Egor Pavlov Russie                                                                                              | 1 min 58 s 89  | Noè Ponti Suisse | 2 min 00 s 03  |
| | |                | |                | |                |
| 200 m 4 nages | Thomas Ceccon Italie | 2 min 02 s 35  | Noè Ponti Suisse                                                                                                | 2 min 03 s 59  | Clément Bidard France                                                                                                | 2 min 03 s 83  |
| 400 m 4 nages | Apóstolos Papastámos Grèce                                                                                                | 4 min 21 s 92  | Danil Zaitsev Russie                                                                                            | 4 min 23 s 99  | Charlie Hutchison Royaume-Uni                                                                                        | 4 min 25 s 90  |
| | |                | |                | |                |
| 4 × 100 m nage libre | Russie Arsenii Chivilev (51 s 10) Maksim Aleksandrov (51 s 56) Maksim Fofanov (51 s 99) Andreï Minakov (50 s 38)          | 3 min 25 s 03  | Italie Thomas Ceccon (50 s 56) Michele Sassi (53 s 17) Giulio Ciavarella (53 s 65) Federico Burdisso (50 s 20)  | 3 min 27 s 58  | Suède Johan Rydahl (52 s 38) Linus Kahl (52 s 46) Robin Hanson (50 s 25) Oliver Rehn (52 s 59)                       | 3 min 27 s 68  |
| 4 × 100 m 4 nages | Russie Egor Dolomanov (57 s 24) Vladislav Gerasimenko (1 min 02 s 37) Andrei Minakov (52 s 90) Arsenii Chivilev (50 s 50) | 3 min 43 s 01  | Israël David Gerchik (57 s 95) Ron Polonsky (1 min 04s 16) Gal Cohen Groumi (53 s 80) Michael Smirnov (50 s 69) | 3 min 46 s 60  | Italie Giulio Ciavarella (58 s 36) Fabio Coppola (1 min 04 s 75) Federico Burdisso (53 s 86) Thomas Ceccon (49 s 76) | 3 min 46 s 73  |
| NYR = national youth record \| NRU17 = national record under 17 years \| NR16 = national record aged 16 \| NR15 = national record aged 15 | |                | |                | |                |

### Femmes
| Édition                                                                               | Or | Or            | Argent | Argent        | Bronze | Bronze        |
| ------------------------------------------------------------------------------------- | --- | ------------- | --- | ------------- | --- | ------------- |
| 50 m nage libre                                                                       | Costanza Cocconcelli Italie | 25 s 82       | Polina Nevmovenko Russie Gloria Muzito Suède                                                                      | 26 s 06       | Non attribuée |               |
| 100 m nage libre                                                                      | Polina Nevmovenko RUS | 56 s 30       | Karoline Barrett DEN                                                                                              | 56 s 52       | Ana-Iulia Dascăl ROU | 56 s 63       |
| 200 m nage libre                                                                      | Polina Nevmovenko Russie | 2 min 02 s 45 | Nadia González Espagne                                                                                            | 2 min 02 s 76 | Fanni Fábián Hongrie | 2 min 02 s 85 |
| 400 m nage libre                                                                      | Sara Račnik Slovénie | 4 min 15 s 54 | Aleksandra Knop Pologne                                                                                           | 4 min 17 s 01 | Fanni Fábián Hongrie | 4 min 17 s 12 |
| 800 m nage libre                                                                      | Sara Racnik Slovénie | 8 min 42 s 70 | Reka Nagy Hongrie                                                                                                 | 8 min 44 s 63 | Fanni Vivien Fabian Hongrie | 8 min 51 s 48 |
|                                                                                       | |               | |               | |               |
| 100 m dos                                                                             | Daria Vaskina Russie | 1 min 00 s 87 | Anastasiya Shkurdai Biélorussie                                                                                   | 1 min 01 s 76 | Costanza Cocconcelli Italie | 1 min 02 s 14 |
| 200 m dos                                                                             | Daria Vaskina Russie | 2 min 11 s 67 | Claudia Espinosa Espagne                                                                                          | 2 min 13 s 42 | Eszter Szabó-Feltóthy Hongrie | 2 min 13 s 80 |
|                                                                                       | |               | |               | |               |
| 100 m brasse                                                                          | Anastasia Makarova Russie | 1 min 08 s 96 | Réka Vécsei Hongrie                                                                                               | 1 min 09 s 40 | Thea Blomsterberg Danemark | 1 min 09 s 83 |
| 200 m brasse                                                                          | Thea Blomsterberg Danemark | 2 min 28 s 15 | Réka Vécsei Hongrie                                                                                               | 2 min 30 s 24 | Olga Turchina Russie | 2 min 31 s 06 |
|                                                                                       | |               | |               | |               |
| 100 m papillon                                                                        | Anastasiya Shkurdai Biélorussie | 59 s 34 EYOF  | Lorena Jerebić Croatie                                                                                            | 1 min 00 s 49 | Aleyna Özkan Turquie | 1 min 01 s 12 |
| 200 m papillon                                                                        | Blanka Berecz Hongrie | 2 min 11 s 26 | Ana Maria Lamberto Garcia Espagne                                                                                 | 2 min 11 s 78 | Rosalie Kleyboldt Allemagne | 2 min 14 s 80 |
|                                                                                       | |               | |               | |               |
| 200 m 4 nages                                                                         | Réka Nagy Hongrie | 2 min 14 s 80 | Lea Polonsky Israël                                                                                               | 2 min 16 s 19 | Costanza Cocconcelli Italie | 2 min 16 s 68 |
| 400 m 4 nages                                                                         | Reka Nagy Hongrie | 4 min 48 s 11 | Martina Ratti Italie                                                                                              | 4 min 52 s 09 | Giulia Goerigk Allemagne | 4 min 53 s 38 |
|                                                                                       | |               | |               | |               |
| 4 × 100 m nage libre                                                                  | Russie Polina Nevmovenko (56 s 39) Anastasia Makarova (57 s 66) Olga Turchina (58 s 15) Elizaveta Ryndych (56 s 85)                | 3 min 49 s 05 | Pays-Bas Nienke Jonk (57 s 63) Britta Koehorst (57 s 44) Elise Tanis (57 s 40) Imani Jong (56 s 90)               | 3 min 49 s 37 | Hongrie Fanni Vivien Fabian (57 s 37) Zsofia Muzsnay (57 s 73) Kiara Viktoria Pozvai (57 s 72) Reka Nagy (56 s 83)                         | 3 min 49 s 65 |
| 4 × 100 m 4 nages                                                                     | Russie Daria Vaskina (1 min 00 s 89) Anastasia Makarova (1 min 09 s 77) Iana Sattarova (1 min 01 s 49) Polina Nevmovenko (55 s 84) | 4 min 07 s 99 | Hongrie Fanni Matula (1 min 03 s 33) Réka Vécsei (1 min 10 s 05) Dora Hathazi (1 min 01 s 80) Réka Nagy (56 s 39) | 4 min 11 s 57 | Danemark Sofie Hansen (1 min 04 s 15) Thea Blomsterberg (1 min 10 s 25) Karoline Barrett (1 min 01 s 27) Elisabeth Sabro Ebbesen (56 s 40) | 4 min 12 s 07 |
| NR = national record \| NYR = national youth record \| NR14 = national record aged 14 | |               | |               | |               |

### Mixte
| Édition              | Or | Or            | Argent | Argent        | Bronze | Bronze        |
| -------------------- | --- | ------------- | --- | ------------- | --- | ------------- |
| 4 × 100 m nage libre | Russie Andrei Minakov (50 s 75) Arsenii Chivilev (50 s 76) Elizaveta Ryndych (56 s 80) Polina Nevmovenko (55 s 24)         | 3 min 33 s 55 | Italie Federico Burdisso (50 s 71) Thomas Ceccon (50 s 76) Sofia Morini (56 s 13) Costanza Cocconcelli (56 s 73)    | 3 min 34 s 33 | Suède Robin Hanson (51 s 19) Johan Rydahl (51 s 91) Gloria Muzito (56 s 83) Emilia Rönningdal (58 s 43)         | 3 min 38 s 36 |
| 4 × 100 m 4 nages    | Russie Daria Vaskina (1 min 01 s 87) Vladislav Gerasimenko (1 min 01 s 09) Andreï Minakov (53) Polina Nevmovenko (56 s 02) | 3 min 51 s 98 | Israël David Gerchik (57 s 69) Lea Polonsky (1 min 10 s 98) Gal Cohen Groumi (54 s 53) Anastasia Gorbenko (56 s 79) | 3 min 59 s 99 | Hongrie Gabor Zombori (57 s 32) Sebestyen Bohm (1 min 03 s 95) Dora Hathazi (1 min 01 s 73) Reka Nagy (57 s 34) | 4 min 00 s 34 |